# جيمس إل. كوين
جيمس إل. كوين (بالإنجليزية: James L. Quinn)‏ هو صحفي وناشر وسياسي أمريكي، ولد في 8 سبتمبر 1875، وتوفي في 12 نوفمبر 1960. حزبياً، نشط في الحزب الديمقراطي. وقد انتخب عضو مجلس نواب بنسيلفانيا وانتخب عضو مجلس النواب الأمريكي.